# 罗贝尔·格朗容

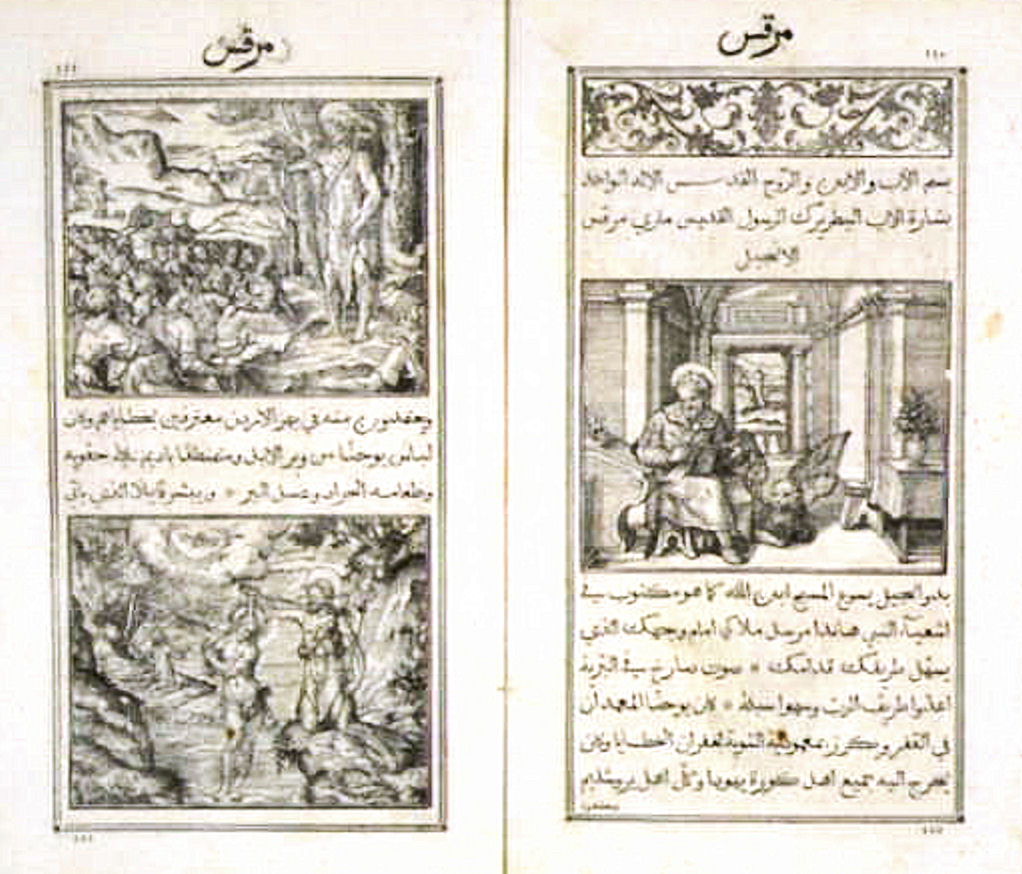
Evangelium Sanctum Domini Nostri Jesu Christi in Arabic, 1590, with Arabic types of Robert Grandjon, Typographia Medicea, Rome.

罗贝尔·格朗容 （法語：Robert Granjon，1513年11月16日—1589/1590年3月）是一位法国刻字师。 他曾在巴黎、里昂、法兰克福、安特卫普以及罗马的多家印刷厂工作过，最有名的字体作品包括Civilité，以及各种意大利体字形，其中有很多在现在被当做Garamond 字体的意大利体使用。
在里昂时他一直从事印刷、刻字工作，后来迎娶Bernard Salomon的女儿为妻。第一本使用其正文字体Civilité印制的书是1557年出版的Ringhieri 著法文版《生死对话》（Dialogue de la vie et de la mort）。这款字体声名大噪，亨利二世甚至在1557年12月26日特别下谕旨允许其十年的专属使用权。格朗容刻制的意大利体的特征包括更大的倾角、倾斜的罗马体大写字母、更细的笔画，这些特征以及粗细笔画的强烈对比使得字体更为刺眼、难读，但其风格一致影响了意大利斜体的设计，直至1920年Arrighi风格被重新复刻出来。
他于1578迁至罗马，依照教会的需求刻制了一大批东方语文所需的文字，包括亚美尼亚字母 (1579)、 叙利亚字母 (1580)、 基里尔字母 (1582)、 和 阿拉伯字母 (1580-1586)。他还与Giambattista Raimondi、 Domenico Basa等合作，用这些东方语文印制了一些书籍。
他还制作了几款重要的乐谱字体，一直到18世纪都被广泛使用。在巴黎和里昂，他也印制了几本音乐书籍。
格朗容所使用一些器具材料现被保存于安特卫普的普朗坦-莫雷图斯博物馆。

## 印制书籍

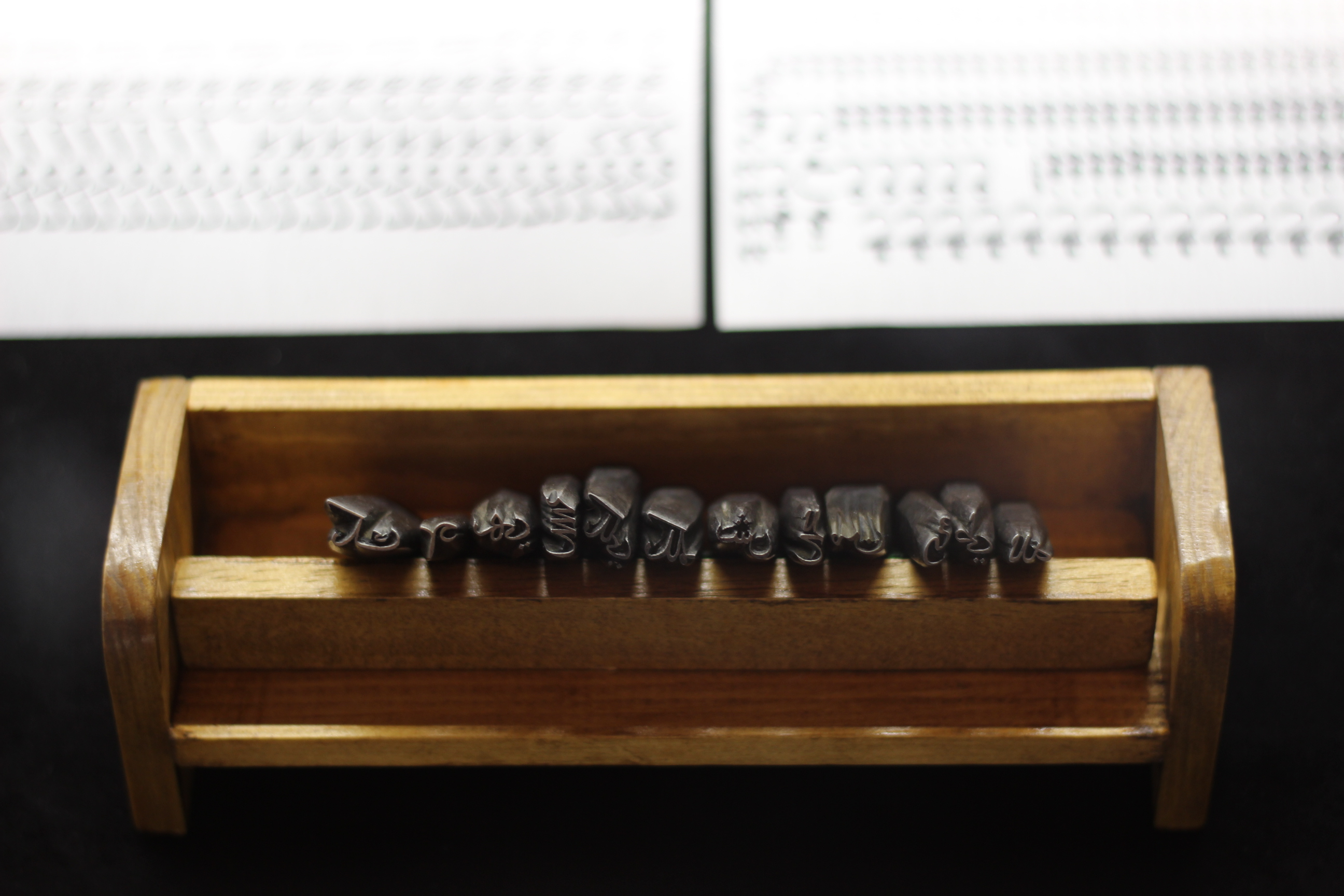
格朗容刻制的阿拉伯字母字冲

- Alphabet, ou instruction Chrestienne pour les petis Enfans. Aveq plusieurs prieres, & sentences extraictes de la sainte Escriture, pour l'instructions des enfans，1558年在里昂出版的这本书中所有文字都是用格朗容刻制的字体印制，而且均为首次首次使用。
- Alexandreidos Libri decem. Nunc primum in Gallia Gallicisque characteribus editi，Gautier de Châtillon于1558年在里昂出版，这是第一本全部文字都采用格朗容的Civilité字体印制的拉丁字母的书籍。

## 参照
- 马修·卡特于1978年依照格朗容的设计设计的Galliard字体